# Rodulfo Amando Philippi
Rodulfo o Rodolfo Amando Philippi Krumwiede (Rudolf Amandus Philippi en alemán; Charlottenburg, Prusia, 14 de septiembre de 1808-Santiago, 23 de julio de 1904) fue un naturalista alemán radicado en Chile, titulado como doctor en medicina y cirugía en su país natal.
En 1851 arribó a Chile, donde se asentó hasta el final de sus días. Tuvo una destacada vida como científico y académico, formando parte de la Universidad de Chile y siendo el director del Museo Nacional de Historia Natural de Chile (MNHN) entre 1853 y 1897.

## Familia y estudios
Nació en Charlottenburg, cerca de Berlín en 1808. Sus padres fueron Johann Wilhelm Eberhard Philippi y Maria Anna Krumwiede. Se casó en 1836 con su prima Karoline Krumwiede, con quien tuvo diez hijos, falleciendo cinco de ellos de infantes. Fue abuelo de Julio Philippi Bihl y bisabuelo de Julio Philippi, ambos destacados abogados y que ejercieron como ministros de Hacienda de Chile. A los diez años de edad fue enviado a Suiza junto a su hermano menor, Bernhard, a educarse en un instituto de Yverdon a cargo de Pestalozzi. Aquí Rudolph comenzó a desarrollar su pasión por la naturaleza, ya que su formación se centraba en la observación directa con lo real, en contraposición de la tradicional enseñanza basada en la memorización. En este mismo lugar realizó frecuentes excursiones a las montañas del Jura junto a sus profesores y compañeros. Posteriormente, regresa a Alemania ingresando a la Universidad de Berlín, que en ese entonces se encontraba dirigida por Hegel y de la cual se doctoró en 1830 con el grado cum laude gracias a un trabajo sobre los dípteros. En 1833 se titula de un doctorado en medicina, el cual constituía el único medio para convertirse en científico.

## Estancia en Italia y regreso a Alemania

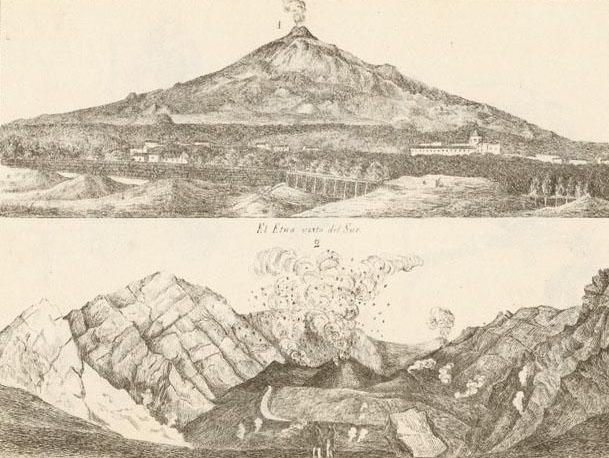
Volacanes Etna y Vesubio en Italia dibujos de Philippi

Debido a problemas de salud, se trasladó a Nápoles en Italia junto a su esposa Karoline Krummwiede, lugar donde nació su primer hijo Federico.
Efectuó varios viajes por Italia (1830-1831, 1838-1840), durante los cuales se dedicó a cultivar su afición a la biología y la geología.
Colaboró en revistas científicas y en 1836 publicó un trabajo sobre moluscos de Sicilia. Realizó varios trabajos científicos en malacología y en geología del sur de Italia y del mediterráneo en general. Esto le permitió darse a conocer en el mundo científico europeo, donde recibió distinciones tanto del gobierno italiano como alemán.
Regresó a Alemania, donde se trabajó como profesor investigador en el Instituto Politécnico de Kassel en la región de Hessen. Sin embargo, Alemania y Europa estaban en esos años sumidos en conflictos políticos, su posición liberal moderada y el fracaso de la Revolución de Marzo lo pusieron en una situación adversa que impulsaron a muchos alemanes a migrar a América.

## Su viaje a Chile

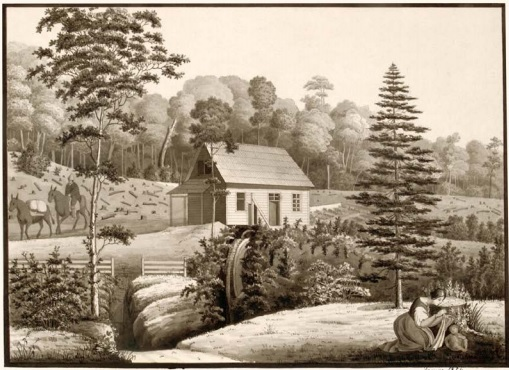
Fundo San Juan en La Unión hogar de la familia Philippi en el año 1856

Su hermano Bernardo, quien había participado como naturalista a bordo de la Goleta Ancud en 1843 para la Toma de posesión del estrecho de Magallanes, que había sido encomendada por el gobierno de Bulnes, se encontraba en esos años en Alemania como agente del gobierno chileno con el fin de reclutar colonos para el sur de Chile, según el proceso de inmigración alemana selectiva.
Bernardo convenció a Rodulfo para viajar a Chile y hacerse cargo de la hacienda San Juan, en las afueras de La Unión. De esta manera, se embarcó en el puerto de Hamburgo y, tras un viaje de treinta y seis días de navegación, arribó al puerto de Valparaíso en 1851. Al llegar a Chile, el país se encontraba sumido en una revolución política, sin embargo, esto no influyó en su decisión de quedarse.
Se instala en la ciudad de Valdivia donde es contratado en el colegio alemán, una vez instalado en esta ciudad mandó llamar a su familia y, además, se trajo a esta ciudad su biblioteca científica y sus colecciones. Gracias a esto la colección malacológica del Mediterráneo que actualmente se conserva en el Museo Nacional de Historia Natural se salvó de las guerras que destruyeron colecciones similares en Europa.
Gracias al proceso de independencia de Chile, los distintos gobiernos impulsaron la llegada de científicos, naturalistas y hombres de letras como Claudio Gay, Ignacio Domeyko y Andrés Bello, entre otros, que encontraron las posibilidades para desarrollarse y realizar exploraciones del territorio.
Como luterano practicante, Philippi colaboró de distintas maneras con la formación de las primeras comunidades de dicha fe en el país, en un contexto en el cual las religiones protestantes eran consideradas como «disidentes» y sufrían una serie de restricciones por la Iglesia católica, la religión oficial del Estado chileno hasta 1925.

## Expediciones en Chile

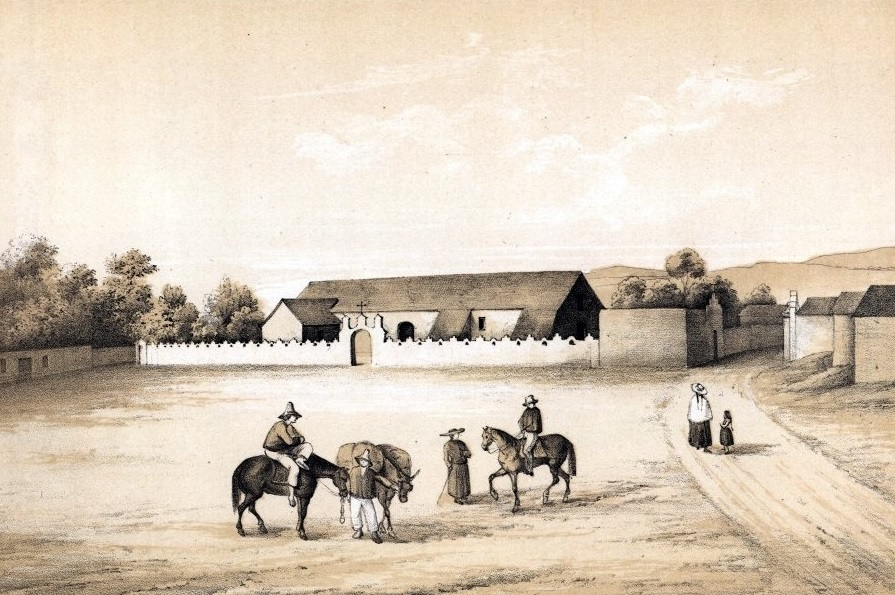
Plaza de San Pedro de Atacama durante la expedición de Philippi en el año 1854.

Hizo reconocimientos en varios puntos del territorio chileno, principalmente en el Desierto de Atacama y en la zona de colonización alemana, entre Valdivia y el Lago Llanquihue, destacando las exploraciones hechas junto a sus amigos científicos Carl Ochsenius y Guillermo Döll. En la ciudad de Valdivia, recibió el nombramiento de rector del Liceo de Hombres en 1852.
La expedición al desierto de Atacama partió el 22 de noviembre de 1853 y se extendió por un periodo de tres meses hasta el 27 de febrero de 1854. Fue una expedición encargada por el gobierno y guiada por Diego de Almeyda, un conocedor del desierto de Atacama y acompañado por su hijo Federico. Se trató de una expedición con grandes sacrificios donde debió alimentarse de mazamorra de harina tostada, grasa y sal, y realizar todo este trayecto a lomo de mula.
Esta expedición reconoció características geomorfológicas, climáticas, geológicas y descripciones de la vida vegetal y animal. Además, incorporó aspectos sociológicos y culturales que quedaron plasmados en su informe que se publicó en Halle, Alemania, en el año 1860 en idioma español y alemán.
En este viaje colectó y describió seis especies de aves de un total de 15 que colectó en su vida.
La expedición para explorar el Lago Llanquihue se realizó en diciembre de 1858 y luego en los meses de enero, febrero y marzo de 1859, permitió contar con información detallada de los recursos naturales para la zona de colonización de Llanquihue, en esta exploración describió el glaciar del Volcán Osorno. Años posteriores dejaría constancia del proceso eruptivo de este volcán.
La exploración de la Laguna del Ranco la realizó en el año 1860 hasta Lago Ranco al sur de Valdivia, este viaje incluyó a Daglipulli y la zona cordillerana. este viaje lo realizó junto a su hijo Federico Philippi
En 1860 realiza otro viaje en el Valle del Aconcagua hasta la localidad de Catemu.
A fines de 1860, Philippi realiza una excursión a la Quebrada de San Ramón junto a su hijo Federico.
La expedición al nuevo Volcán Chillán la realizó en el año 1862 y se realizó una nueva excursión al Volcán Chillán y a los Baños de Chillán en marzo de 1883 y luego en 1892 donde se ocupó de su Flora de Montaña.
La expedición al Archipiélago Juan Fernández la realizó en noviembre del año 1864. Aquí colectó y describió dos especies de aves de las 15 que aportó este científico para Chile.
Visitó la ciudad de Cauquenes en 1867.
En 1875, Philippi asciende por el Río Cipreses hasta llegar al ventisquero actualmente localizado en la Reserva nacional Río Los Cipreses.
El viaje a la Provincia de Coquimbo incluyó parte de la actual Región de Coquimbo en el año 1878.
El mismo año 1878, realiza un viaje a la localidad de Matanzas en el borde costero, trasladándose posteriormente hasta Cáhuil.
Durante el proceso llamado Ocupación de la Araucanía Philippi realizó una exploración de la Cordillera de Nahuelbuta en 1877. Este viaje incluyó las localidades de Arauco, Cautín, y Tres Piedras, este viaje lo realizó junto a su hijo Federico.
En 1879 realizó una excursión a las localidades de Tomé, Salto del Laja e Isla Quiriquina. En este último lugar encuentra una gran cantidad de fósiles por lo que regresa al año siguiente.
Realizó un viaje a la actual ciudad de Los Andes y al sector de las Termas de Jahuel.
En marzo de 1883, Philippi decide realizar una visita a la Península de Arauco y recorrer las localidades de Lebu, Arauco y además visitar Coronel. Acción que vuelve a repetir en 1885.
En octubre de 1883 realiza un viaje a Curauma en las proximidades de Valparaíso.
Realiza una visita a la localidad de Renaico tras su segundo viaje a Arauco y Lebu.
En abril de 1887, realiza una visita a Algarrobo, en la actual Región Metropolitana.
En noviembre de 1887 realiza un reconocimiento de la Araucanía.
En enero de 1888, Philippi realiza una excursión al sector de Alfalfal en el Cajón del Maipo.
En el año 1889 realizó una excursión a la localidad de Colina y sus Baños Termales por razones de salud.
En el mes octubre de 1891, en plano proceso de Revolución Philippi realiza una visita la ciudad de Quilpué.
Constitución fue visitado por Philippi en el año 1896, siendo este su último viaje en el cual compartió con su familia. Posteriormente su familia continuó visitando este balneario.

## Aporte científico

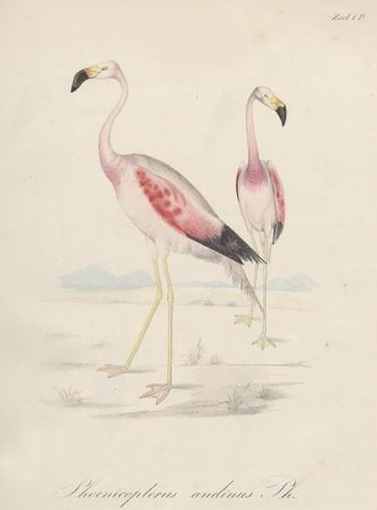
Flamenco Andino descrito por Philippi en 1854 en su viaje al Desierto de Atacama. Hoy es una especie vulnerable.

Gracias a sus aportes, ha sido reconocido como el naturalista que ha generado el mayor aporte a la taxonomía y la diversidad biológica de Chile. Además se le considera uno de los científicos más reconocidos e influyentes en el desarrollo de las Ciencias Naturales. Ya en el año 1902 figuraba en la Galería de Naturalistas de Chile, en una sección de la Revista Chilena de Historia Natural.
Es reconocido por su obra, son más de 500 trabajos científicos y publicaciones que realizó tanto en Chile como en el extranjero, tras 53 años de actividad científica ininterrumpida. Un aspecto que facilitó fue el manejo de varios idiomas como el inglés, francés, alemán, italiano, latín y griego, además del idioma español que aprendió en Chile. Además participó de 50 sociedades científicas, con las que mantenía contacto permanente a pesar de que nunca salió de Chile una vez que llegó en 1851. Mantuvo correspondencia con connotados científicos de la época como Charles Darwin, Alexander von Humboldt y Florentino Ameghino, entre otros. Abarcó áreas tan disimiles como la zoología, entomología, botánica, malacología, paleontología, geología, mineralogía, biogeografía, climatología, arqueología, costumbres y educación, entre otras.
Solo en materia de botánica, realizó un prolijo trabajo de recolección y descripción de 3.730 especies. Considerando que actualmente la flora chilena está compuesta por 5000 especies, se considera que dejó muy poco trabajo para nuevos descubrimientos. Del total de las 3.730 especies descritas, hoy se consideran válidas 1.317 especies.

### Especies válidas
De las especies que son consideradas válidas, se considera que 1670 especies fueron descritas por el y el 59% de ellas aún conserva la denominación original otorgada por el científico. De éstas 1017 corresponde a plantas, 650 animales y 3 son hongos.
De las plantas descritas y válidas 1006 corresponden a angiospermas y 163 pteridófitas.
En el caso de los animales descritos y válidos, 602 corresponden a invertebrados. Entre ellos hay 525 insectos (87%), principalmente coleópteros y dípteros, 59 moluscos (9%) y 4 crustáceos. Mientras que en el caso de los vertebrados hay 48 especies descritas válidas actualmente, que se distribuyen en 22 especies de aves, 9 especies de peces, 7 especies de mamíferos, 6 anfibios y 4 reptiles. Las colecciones de insectos de Philippi se conservan actualmente en el Museo Nacional de Historia Natural
Si se considera que contribuyó a la descripción de 1670 especies actualmente válidas, del total de 28 508 especies que conforman la biodiversidad en Chile, este científico aportó al equivalente del 5,8% del total. Sólo en las plantas vasculares Philippi aportó al 19% de las existentes, donde se le considera que hizo uno de sus mayores aportes.
Un aspecto curioso fue que era un reconocido malacológo en Europa, habiendo trabajado nueve años en sistemática y taxonomía. Sin embargo, no le dio la continuidad esperada a esta trayectoria una vez que llegó a Chile. Las especies descritas válidas corresponden solo a 43 gastrópodos y 16 bivalvos chilenos. De éstos, 20 taxa fueron descritos mientras se encontraba en Chile y 39 fueron descritos entre 1844 y 1851 mientras se encontraba en Italia y Alemania y que le habría enviado su hermano Bernardo cuando participó de su expedición a Magallanes en 1843. Su rica colección malacológica, que trajo de Europa, se conserva hoy en el Museo Nacional de Historia Natural.

## Labor en el Museo Nacional de Historia Natural
Philippi se sintió tan a gusto en el país que lo acogió y lo distinguió, que mandó traer a su mujer y a sus hijos, como también su invaluable biblioteca y sus colecciones científicas. La Universidad de Chile valoró sus aportes al desarrollo científico del país, que se hallaba aún en un incipiente estado de evolución, y lo designó profesor de botánica y zoología el 10 de octubre de 1853. Además, la institución le encargó diseñar y construir un jardín botánico. Por su parte, el gobierno chileno también lo honró confiándole el cargo de director del Museo Nacional de Historia Natural.
Al visitar por primera vez el Museo en 1851 —acompañado por el entonces rector de la Universidad de Chile, Ignacio Domeyko—, estaba impresionado por su pobreza, lo que lo llevó a preguntarse si es que el material recolectado por Claudio Gay había desaparecido. Por ello comenzó a recolectar materiales para engrosar las colecciones del museo, a tal punto que necesitó de una segunda sala. José Tomás de Urmeneta obsequió al museo una colección de objetos etnográficos de Oceanía, por lo que el gobierno le cedió una sala en el Palacio de la Intendencia hasta 1866, cuando el museo se traslada al recién construido edificio de la Universidad de Chile.
En 1876 el MNHN ocupa la que será su casa definitiva, el Palacio de la Exposición en la Quinta Normal de Agricultura. En el mismo decreto de ocupación del recinto, se concedieron los terrenos para la creación del Jardín Botánico, un anhelo del gobierno de Chile desde 1813, junto con la Biblioteca Nacional y el Instituto Nacional. Una vez ocupado el edificio del museo, las colecciones no alcanzaron a llenarlo, por lo que su ala poniente fue utilizada por el Instituto Agrícola, y en 1879 fue un hospital de sangre para los heridos de la Guerra del Pacífico. En el MNHN también había una pinacoteca y una colección de armas, objetos que fueron entregados a museos especializados. Bajo el mandato de Rodulfo Philippi, en 1895, se instaló en el Salón Central del Museo la ballena que hasta el día de hoy se encuentra en exhibición.
En 1891 se crearon los Anales del Museo Nacional de Chile. El 10 de abril de 1897 se jubiló como director del MNHN, luego de una gran labor al mando del museo durante 44 años, continuando la obra comenzada por Claudio Gay. Su sucesor en la dirección del museo fue su hijo, Federico Philippi.

## Homenajes y fallecimiento

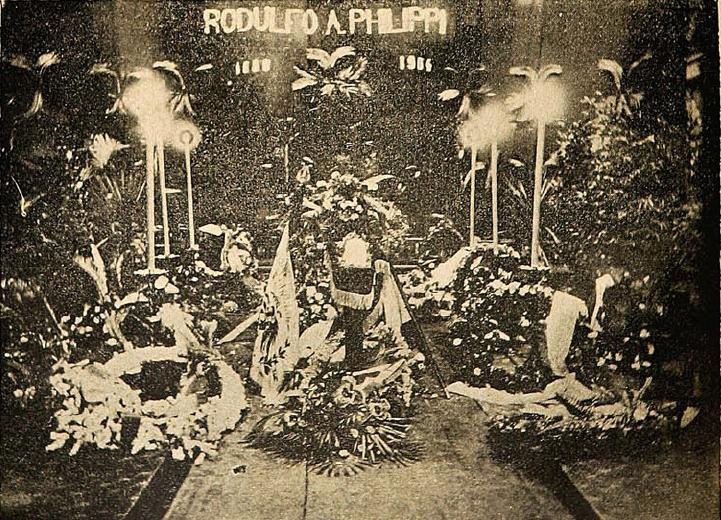
Capilla ardiente instalada en el Salón de Honor de la Universidad de Chile.

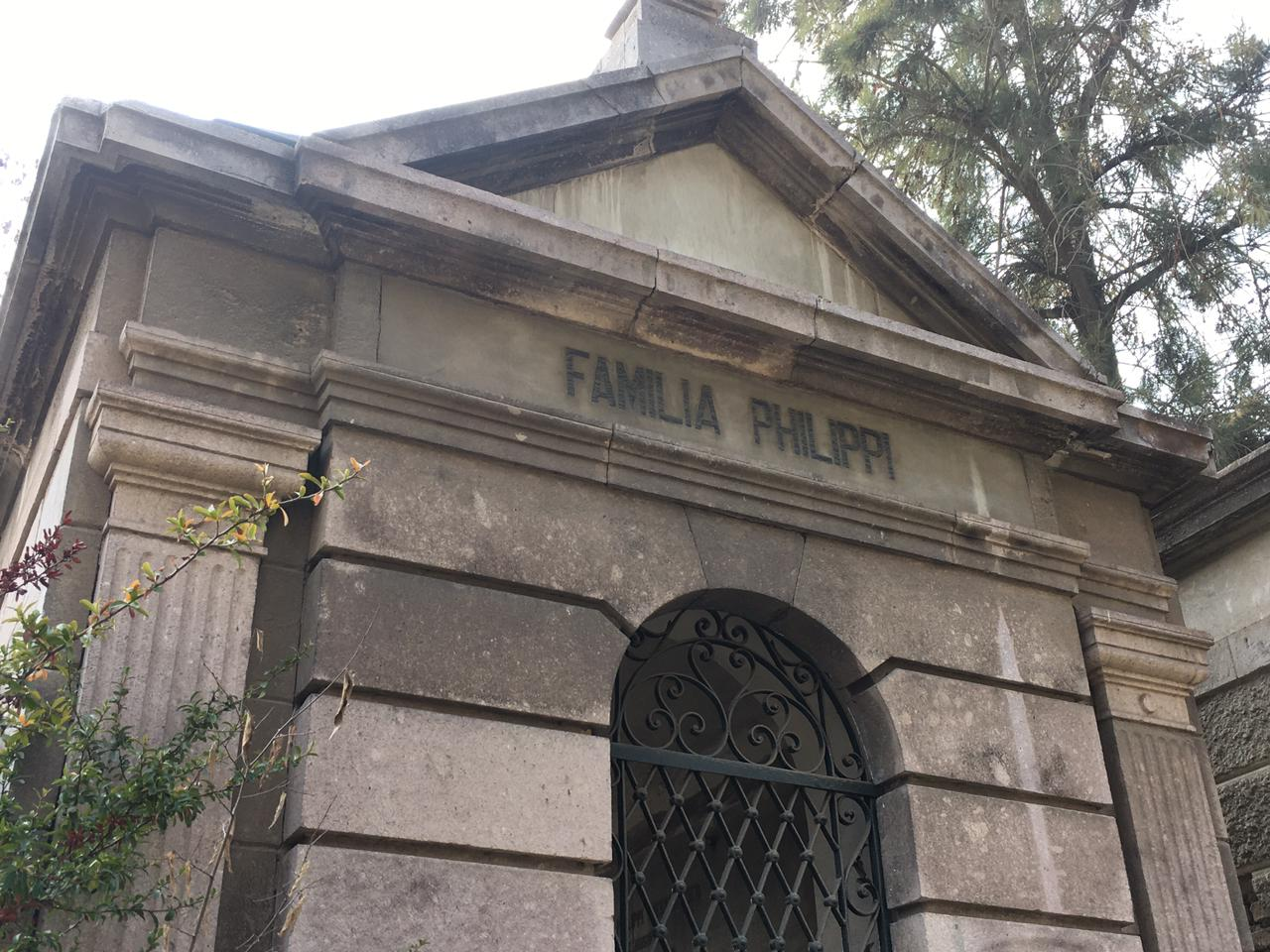
Mausoleo de la familia Philippi, ubicado en el Patio de los Disidentes del Cementerio General, en Santiago de Chile.

En 1860 fue uno de los fundadores del Colegio Alemán de La Unión, actual capital de la Provincia de Ranco en la Región de los Ríos. Desde el año 1960, al cumplir 100 años, el establecimiento educativo lleva su nombre: Deutsche Schule R.A. Philippi.[cita requerida]

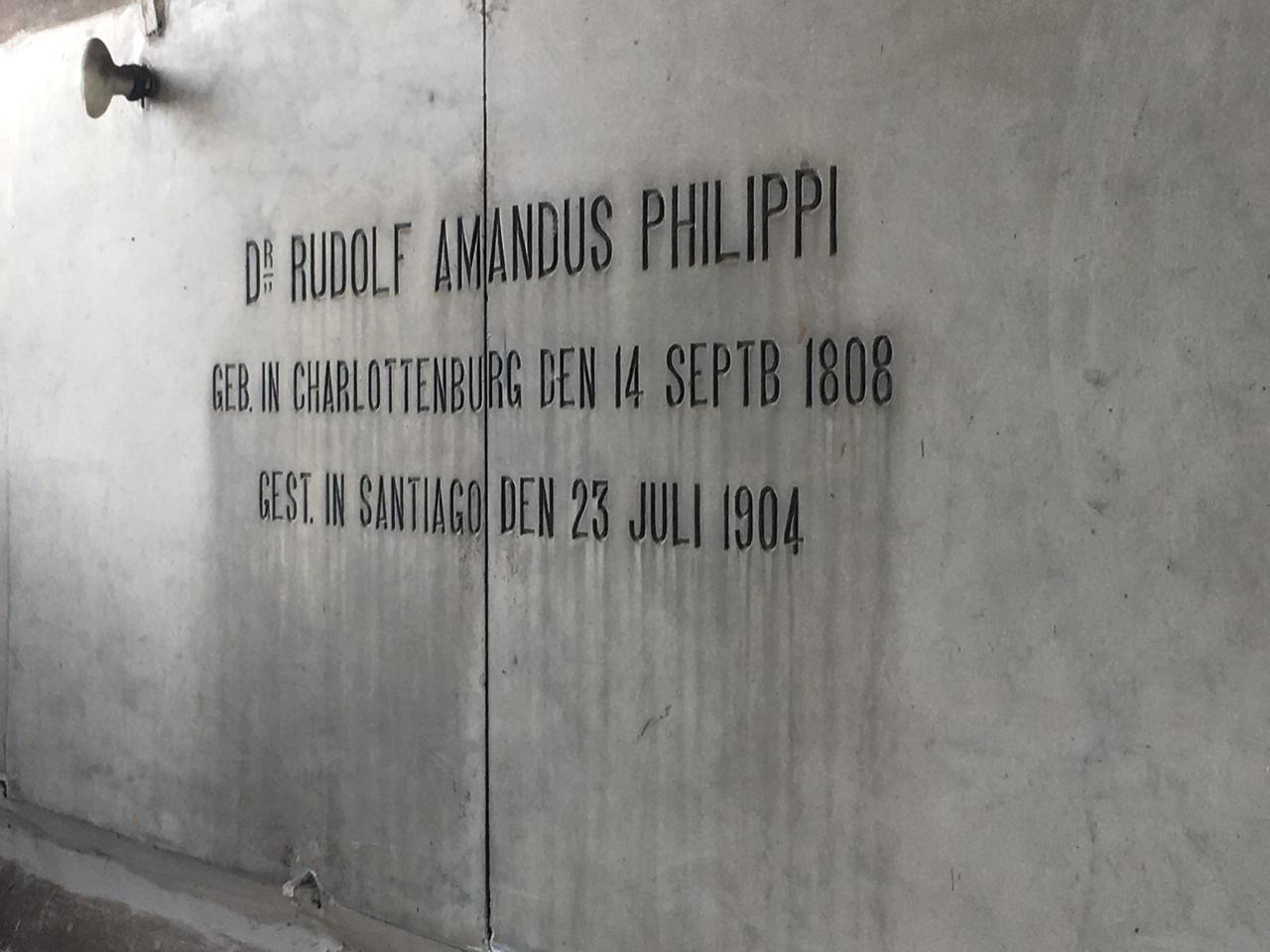
Tumba de Rodulfo Amando Philippi, ubicada en el Patio de los Disidentes del Cementerio General, en Santiago de Chile.

Por último, en 1866, el Instituto Nacional lo nombró profesor de historia natural. Murió por causas naturales en Santiago, en 1904. Sus restos descansan en el Cementerio General, exactamente en el Patio de los Disidentes.[cita requerida]

## Obra escrita
- Abbildungen und Beschreibungen neuer oder wenig bekannter Conchylien. Theodor Fischer, Cassel 1842–1850
- Enumeratio molluscorum Siciliae cum viventium tum in tellure tertiara fossilium. Schropp, Berlín 1836; 2.ª ed. Eduard Anton, Halle, 1844
- Die sogenannte Wüste Atacama. In: Mittheilungen aus Justus Perteś geographischer Anstalt. Petermann; Justus Perthes, Gotha 1856
- Viage al Desierto de Atacama hecho de orden del Gobierno de Chile en el verano 1853-54. Eduard Anton, Halle 1860
- Florula Atacamensis seu enumeratio plantarum, qaias... Eduard Anton, Halle 1860
- La Isla de Pascua y sus habitantes geografía 2. Imprenta Nacional, Santiago de Chile 1873
- Elementos de historia natural. 4.ª ed. 1885
- Elementos de botánica. 1885

Géneros
- (Illecebraceae) Philippiella Speg.[8]
- (Portulacaceae) Philippiamra Kuntze[9]

Especies(más de 230)
- (Asteraceae) Erigeron philippi var. coxii Hosseus[10]
- (Aizoaceae) Conophytum philippii L.Bolus[11]
- (Amaryllidaceae) Amaryllis philippiana Traub & Uphof[12]